# Royal Ballet Sinfonia
Het Royal Ballet Sinfonia is het orkest dat verbonden is aan het Birmingham Royal Ballet uit de gelijknamige stad.
Zij geven daarbij niet alleen voorstellingen in de omgeving van Birmingham maar begeleiden het ballet overal, hoewel voornamelijk binnen het Verenigd Koninkrijk. Daarnaast verzorgen ze ook symfonische concerten en begeleiden ze opera's.
Beroemd in Engeland zijn hun speciale balletavonden in de Birmingham Hall onder de naam An Evening of Music and Dance.
Om te overleven maken zij de laatste tijd ook steeds meer opnamen, daarbij zichzelf niet beperkend tot balletmuziek. Balletten vormen daarbij wel de hoofdmoot naast symfonieën en filmmuziek.